# プラチナエイジ
『プラチナエイジ』は、2015年3月30日より5月29日まで毎週月曜 - 金曜13:25 - 13:55に放送された東海テレビ放送製作・フジテレビ系昼の連続帯ドラマ。榊原郁恵・池上季実子・宮崎美子のトリプル主演。榊原は本作が昼ドラ初主演となる。

## 概要
神奈川県の湘南でそれぞれ幸せな家庭を築いてきた3人の女性が、60代になってから抱える様々な課題、家族の病気や、年下男性との恋、終活や家族の愛情などを、現実にアラウンド還暦（アラ還）を迎えようとする年代の3人の女優が等身大で演じるホームドラマである。
なお、本作より昼ドラ放送後に『直撃LIVE グッディ!』が放送開始される。その開始時刻が13:55となることに伴い、放送時間が変更され、それまでの13:30 - 14:00までの放送時間を5分繰り上げ、13:25 - 13:55での放送（フライングスタート）となる。
同枠の4月開始の作品が2カ月間の放送期間となったのは、2009年放送の『エゴイスト 〜egoist〜』以来6年ぶりとなる。

## 登場人物

### 主要人物
伊佐山香織
演 - 榊原郁恵
弁護士の夫と姑で湘南で暮らしている。面倒見の良さから民生委員も務める。なぜか家には振り込め詐欺の電話が頻繁にかかってくる。何でもはっきり言う性格で料理が得意。家のリフォームを担当した森山とは最初は敵対するも徐々に惹かれ、彼のウガンダでの仕事に同行を決めるが、アルツハイマー型認知症を追った純一や、強姦未遂のえん罪を着せられた夫、脳梗塞で倒れた姑が気がかりで、今は日本で彼らの面倒を見ている。幼少期から困っている人を見ると放っておけない。父は大学教授。
速水智恵子
演 - 池上季実子
夫と輸入家具店を営む。夫はいい加減でよく遊んでいるが、夫婦仲はいい。しかし、最近夫の健忘症状が多くなり、病院で検査を受ける。社長令嬢で兄が会社を継いでいる。母親もボケが始まっている。
岩村和子
演 - 宮崎美子
中堅食品会社課長の妻。保険会社が制作したライフプラン通りの、無難でそこそこの人生にありきたりさを感じ、冒険してみたいと感じる。ホストクラブで翔也というホストと知り合い惹かれ、大金を使うが夫に諌められ止める。その後ホストを止め、音楽家を志す翔也を、家族公認で家に泊める。

### 香織の親族
伊佐山晃司
演 - 宅麻伸
香織の夫。職業は弁護士。
伊佐山達也
演 - 滝口幸広
香織の息子。
伊佐山周子
演 - 街田しおん
達也の妻。
横川京香
演 - 馬渕英俚可
香織の娘。
横川絵里花
演 - 須田理央
京香の娘（香織の孫）。
中里光憲
演 - 森下哲夫
周子の父。
中里聡子
演 - 北村岳子
周子の母。
伊佐山時枝
演 - 長内美那子
晃司の母（香織の姑）。
浅野美佐子
演 - 中村メイコ
香織の母。

### 智恵子の親族
速水純一
演 - 春田純一
智恵子の夫。夫婦で輸入家具店を経営。バツイチ。
浅尾佳奈子
演 - 宮田早苗
純一の元妻。
柳田晴彦
演 - 井上高志
智恵子の兄。
柳田晴子
演 - 北林早苗
智恵子の母。

### 和子の親族
岩村吾郎
演 - 中本賢
和子の夫。「亀井食品」課長。
岩村由美
演 - 西慶子
和子の娘。
川辺一郎
演 - 車だん吉
和子の父。
川辺昌代
演 - 田根楽子
和子の母。
演 - 久松夕子
吾郎の母（和子の姑）。

### その他
森山亮平
演 - 谷田歩
伊佐山家のリフォームをする建築家。バツイチ。
河原美咲
演 - ちすん
浅尾未来
演 - 永池南津子
梅沢ハル
演 - 森康子
江崎部長
演 - 樋渡真司　
丸山刑事
演 - 及川いぞう
磯谷信也
演 - まいど豊
鴨川恒春
演 - 中野剛
秋山渚
演 - 舟木幸
翔也
演 - 小林豊
大里健二
演 - 魔裟斗
純一が通うボクシングジムの会長。
大里早紀
演 - 矢沢心
大里健二の妹。

## スタッフ
- 企画 - 横田誠（東海テレビ）
- 原作・脚本 - 清水有生
- 音楽 - 佐藤舞希子
- 音楽制作 - インスパイア・ホールディングス
- 主題歌 - 郷ひろみ「100の願い」（ソニー・ミュージックレコーズ）
- 撮影 - 高藤安正
- 照明 - 落合一夫
- 音声 - 福田陽輔
- 編集 - 新井孝夫、神崎亜耶
- 選曲 - 近藤隆史
- 美術進行 - 乙竹恭慶
- 装飾 - 斎藤智昭
- 衣装 - 片柳利依子、手塚勇
- 美術デスク - 森川一雄、佐藤康
- 演出 - 阿部雄一/谷川功（5年D組）
- 演出助手 - 嶋田明美
- 編成 - 伊藤雅章（東海テレビ）
- 広報 - 安田俊之、服部明宏、山本章子（東海テレビ）
- プロデューサー - 市野直親（東海テレビ）、浦井孝行、河角直樹（国際放映）
- 制作 - 東海テレビ放送、国際放映

## サブタイトルの一覧
放送上のサブタイトルは毎回2字熟語が採用されている（例外話がある）。
1. 希望
2. 破滅
3. 現実
4. 幸運
5. 未来
6. 誘惑
7. 動揺
8. 秘密
9. 策略
10. 仲間
11. 混乱
12. 勝手
13. 告白
14. 本気
15. 予感
16. 不安
17. 迷宮
18. 決壊
19. 対決
20. 模索
21. 決意
22. 出帆
23. 陥穽
24. 孤独
25. 土産
26. 真相
27. 母の日（香織の場合）
28. 母の日（智恵子の場合）
29. 母の日（和子の場合）
30. 前途
31. 夢望
32. 苦闘
33. 邁進
34. 虚言
35. 哀感
36. 氷解
37. 由来
38. 親心
39. 疑惑
40. 悔恨
41. 残光
42. 寛容
43. 忘却
44. 決断
45. 明日